# Philip Johnson-Laird
Philip N. Johnson-Laird (* 12. Oktober 1936 in Leeds, Großbritannien) ist ein britischer Psychologe, Hochschullehrer und Autor.

## Leben
Philip Johnson-Laird verließ im Alter von 15 Jahren die Schule und lebte zehn Jahre lang von Gelegenheitsarbeit (u. a. als Musiker), bevor er sich 1961 am University College London einschrieb, um Psychologie zu studieren. 1967 erwarb er, betreut von Peter Wason, den Doktortitel.
Seit 1989 ist er Lehrstuhlinhaber an der Princeton University in den Vereinigten Staaten. Er hat Ehrendoktorwürden erhalten und ist Mitglied mehrerer Wissenschaftsakademien. 1986 wurde er Fellow der British Academy und 1991 der Royal Society. 2007 wurde er in die National Academy of Sciences gewählt. Seit 2006 ist er gewähltes Mitglied der American Philosophical Society.
Er ist verheiratet und hat zwei Kinder.

## Werk
Er gilt als einer der führenden Vertreter der Denkpsychologie. 
Johnson-Laird arbeitete in der psychologischen Linguistik über die Pragmatik natürlicher Sprachen und über das deduktive Denken. Dabei entwickelte er, anfangs gemeinsam mit Peter Wason, später gemeinsam mit Ruth Byrne, die Theorie der mentalen Modelle.

## Schriften (Auswahl)
- (mit Peter Wason): The Psychology of Reasoning 1972
- (mit George A. Miller): Language and Perception 1976
- Mental Models. Cambridge: Cambridge University Press, 1983.
- The Computer and the Mind : An introduction to cognitive science. Harvard University Press 1988.
- (mit Ruth Byrne): Deduction 1991
- Human and Machine Thinking 1993
- How we Reason. Oxford: Oxford University Press, 2006.
- Mental models and human reasoning, 2010 (PDF unter http://www.pnas.org/content/pnas/107/43/18243.full.pdf)